# 遠山哲朗
遠山 哲朗（とおやま てつろう、1978年9月5日 - ）は、東京都出身のギタリスト、編曲家である。株式会社ハーフトーンミュージック所属。バークリー音楽大学卒業。

## 来歴
1999年、バークリー音楽大学に奨学生として入学。2001年に同校を卒業。2002年帰国。
その後、多くのアーティストのライブ、レコーディングに参加する他、自身のライブ活動も行っている。

## ライヴ、レコーディング参加
- 一青窈
- 岩崎宏美
- 平原綾香
- 森山直太朗
- トータス松本
- 川嶋あい
- 中村中
- 川江美奈子
- 川井郁子
- 本田美奈子
- 高島ちさ子
- 水樹奈々
- MISIA
- KOKIA
- NAOTO
- 松任谷由実
- EXILE ATSUSHI
- 植村花菜
- 吉田拓郎
- GILLE
- 華原朋美
- 堀江由衣
- 上白石萌音

など他多数

## ツアー参加
- 華原朋美(2015/7/4~2015/9/23 TOMOMI KAHARA 20th Anniversary TOUR KAHARA's HISTORY @19952015)
- SUPER JUNIOR-K.R.Y. (2015/6/2~2015/7/2 SUPER JUNIOR-K.R.Y. JAPAN TOUR 2015 ～phonograph～)
- 松任谷由実(2013/11/20~2014/7/18 松任谷由実コンサートツアー 2013-2014 POP CLASSICO)
- 一青窈
- トータス松本
- 川嶋あい
- NAOTO

など他多数